# Trois Amigos !
Cet article possède un paronyme, voir Trois amis.
Pour plus de détails, voir Fiche technique et Distribution.
Trois Amigos ! (Three Amigos) est un film américain réalisé par John Landis et sorti en 1986.

## Synopsis
À Mexico en 1916, Carmen et Rodrigo, venus d'un petit village du nom de Santo Poco, demandent de l'aide dans un bar afin de chasser « El Guapo » (le beau), qui les tyrannise. Mais le seul volontaire qui se présente ne s'intéresse qu'aux beaux yeux de Carmen. S'enfuyant du bar, Carmen et Rodrigo se retrouvent dans une église, où sur un écran, elle aperçoit trois justiciers en action : Lucky Day, Ned Nederlander et Dusty Bottoms aussi connus sous le nom des Trois Amigos, qui viennent en aide à un petit village en y chassant des bandits. Carmen décide de leur envoyer un télégramme, les invitant à venir dans leur village, pour y faire subir le même sort à El Guapo. Ce que Carmen ignore, c'est que Lucky, Ned et Dusty ne sont en fait que des acteurs du cinématographe, spécialisés dans les rôles de cow-boys justiciers.

## Fiche technique
Sauf indication contraire, les informations mentionnées dans cette section peuvent être confirmées par la base de données cinématographiques IMDb,  présente dans la section « Liens externes ».
- Titre original : ¡Three Amigos!
- Titre français et québécois : Trois Amigos !
- Réalisation : John Landis
- Scénario : Steve Martin, Lorne Michaels et Randy Newman
- Musique : Elmer Bernstein ; chansons de Randy Newman
- Photographie : Ronald W. Browne
- Montage : Malcolm Campbell
- Décors : Richard Sawyer
- Costumes : Deborah Nadoolman
- Production : George Folsey Jr. et Lorne Michaels

Producteur associé : Leslie Belzberg
Producteur délégué : Steve Martin
- Sociétés de production : L.A. Films, HBO et Broadway Video
- Distribution : Orion Pictures (États-Unis)
- Pays d'origine :  États-Unis
- Budget : ~ 25 000 000 $ US
- Langues originales : anglais, espagnol
- Format : couleur - 1.85:1 - Son Dolby
- Genres : comédie, aventures, western
- Durée : 98 minutes
- Dates de sortie : 
  - États-Unis : 10 décembre 1986 (avant-première à Beverly Hills)
  - États-Unis : 12 décembre 1986
  - France : 1er juillet 1987

## Distribution
- Steve Martin (VF : Dominique Paturel) : Lucky Day, acteur de cinéma muet
- Chevy Chase (VF : Joël Martineau) : Dusty Bottoms, acteur de cinéma muet
- Martin Short (VF : Jean-Pierre Leroux) : Ned Nederlander, acteur de cinéma muet
- Alfonso Arau (VF : Gérard Hernandez) : El Guapom, le chef d'un groupe de bandits
- Patrice Martinez (VF : Marie-Christine Darah) : Carmen
- Tony Plana (VF : Mario Santini) : Jefe, le second de El Guapom
- Kai Wulff : l'Allemand, pilote de guerre
- Abel Franco : Papa Sanchez
- Joe Mantegna (VF : Albert Augier) : Harry Flugleman
- Jon Lovitz : Morty
- Phil Hartman : Sam
- Fred Asparagus : le barman
- Norbert Weisser : un ami de l'Allemand
- Randy Newman : la voix du buisson chantant
- Philip Gordon : Rodrigo

## Production
L'idée de départ est imaginée par Steve Martin. Steven Spielberg envisage un temps de réaliser le film. Il envisage alors Steve Martin dans le rôle de Lucky Day, Bill Murray dans le rôle de Dusty Bottoms et Robin Williams en Ned Nederlander. À l'origine, les trois amigos devaient être joués par Steve Martin, Dan Aykroyd et John Belushi, d'après une interview de Steve Martin.
John Landis révèle que quand Martin Short a refusé le rôle de Ned, il l'a proposé à Rick Moranis. Fran Drescher a été coupée au montage.
Le tournage a lieu de janvier à avril 1986. Il se déroule en Arizona (Old Tucson Studios, Tucson, forêt nationale de Coronado, Florence, Apache Junction, monts de la Superstition, Apache Trail, désert de Sonora) et en Californie (Universal Studios, Simi Valley, Culver Studios, Hollywood).
Le tournage et la postproduction du film sont compliqués pour John Landis, en plein procès pour l'accident lors du tournage de La Quatrième Dimension, qui causa la mort de trois personnes.